# سقاية جامع علي أفندي
سقاية جامع علي أفندي
علي أفندي، هو الحاج علي أفندي بن مراد، من أهالي القرم، قام بانشاء جامعه الذي عرف باسمه (جامع علي أفندي) وذلك سنة 1711م، الذي يقع في محلة رأس الكنيسة التي هي الآن جزء من محلة الميدان الحالية في مدينة بغداد. وقد قامت إحدى المحسنات ببغداد في العهد العثماني وهي السيدة أمينة، بانشاء سقاية الجامع على نفقتها الخاصة. وكتبت على جدار السقاية هذه الابيات من الشعر:
وعندما شرعت بلدية بغداد بشق شارع الجمهورية، هدمت الجامع وزالت هذه السقاية. ورغم ان الاوقاف قامت باعادة بناء الجامع على صورة حديثة لا صلة لها بشكل الجامع القديم.